# Rouergue

Kaart van Rouergue

Wapen van Rouergue

Rouergue (occitaans: Roergue) is een voormalige Franse provincie en graafschap, onderdeel van Guyenne. Rouergue grensde in het noorden aan Auvergne en in het zuiden aan Languedoc. De hoofdstad was Rodez.
De oppervlakte bedroeg 9007 km². Tegenwoordig wonen in het gebied 269.000 inwoners (1999).

## Geschiedenis
Na deel te hebben uitgemaakt van de Romeinse provincie Aquitanië, wordt Rouergue door Karel de Kale afgesplitst van het hertogdom Aquitanië en verheven tot graafschap ten voordele van een jongere tak van het huis Toulouse. Na de dood van gravin Joanna van Toulouse, dochter van de laatste graaf van Toulouse Raymond VIII en echtgenote van Alfons van Poitiers, broer van Lodewijk VIII van Frankrijk, wordt Rouergue ingelijfd bij Frankrijk.
De komst van het Huis Capet veroorzaakte het vertrek uit Najac ten voordele van een nieuwe stad Villefranche-de-Rouergue. De hoofdstad van de provincie wordt pas met de Franse Revolutie verplaatst naar het centraler gelegen Rodez.
Het deel van Rouergue dat Raymond IV van Toulouse bij zijn deelname aan de Eerste Kruistocht overliet aan de burggraaf van Millau, ligt aan de oorsprong van het graafschap Rodez dat op de Armagnacs overging, en pas onder Hendrik IV, de laatste graaf van Rodez, definitief aan de Franse kroon kwam.
De graven van Rodez genoten heerlijke rechten, zoals het recht om munten te slaan en om belastingen te heffen. Bij hun troonsbestijging werden de graven gekroond door de bisschop van Rodez, bijgestaan door de abten van Bonneval, van Bonnecombe, van Loc-Dieu en van Beaulieu.
Reeds tijdens de kruistocht tegen de Albigenzen zag Rouergue al het grootste deel van zijn steden geplunderd door Simon IV van Montfort (1208-1214: Millau, Saint-Antonin, Mur-de-Barrez, Laguiole en Sévérac. Deze steden waren ook de eerste om zich uit te spreken voor de Reformatie, alhoewel er ook gereformeerde kerken waren in Espalion, Villefranche, Saint-Affrique, Villeneuve, Peyrusse, Compeyre, Saint-Léons, et cetera. Toen zij vervolgd werden, namen de protestanten de wapens op en ontstond er een lange bloedige oorlog, waarbij naar schatting 18.000 protestanten en katholieken omkwamen. Pas bij de troonsbestijging van Hendrik IV van Frankrijk keerde de rust weer.

## Graven van Rouergue (onvolledig)
- Fulgaud (844-852)